# Neophobia
Neophobia war eine australische Thrash-, Power- und Groove-Metal-Band aus Sydney, die 1992 gegründet wurde und sich 1997 auflöste.

## Geschichte
Die Band wurde 1992 gegründet. Kurze Zeit später wurde das Debütalbum aufgenommen. Die Besetzung bestand zu diesem Zeitpunkt aus dem Sänger und Bassisten Ken Mitchell, dem Gitarristen Andrew Howard, dem Schlagzeuger Chad Bartosik und dem Gitarristen Jason Callabi, wobei viele Mitglieder zu dieser Zeit noch Schüler waren. Das Album erschien 1993 unter dem Namen Fear of the Future bei Warhead Records. Kurz nach der Veröffentlichung stieß Grahame Goode als neuer Schlagzeuger hinzu, ehe Callaby durch Nathan Howie ersetzt wurde. Nach internationalen Auftritten 1994 und Anfang 1995 schloss sich 1996 unter dem Namen Nothing…, ebenfalls bei Warhead Records, das zweite Album an. Kurz nach der Veröffentlichung schied Mitchell aus, woraufhin der Bassist Matt Wright und der Sänger Steve Barron dazukamen. Anfang 1997 verließ Goode die Gruppe, was zur Auflösung von Neophobia führte. Die verbliebenen Mitglieder gründeten daraufhin mit einem neuen Schlagzeuger die Band The Downside.

## Stil
Brian Giffin bezeichnete die Gruppe in seiner Encyclopedia of Australian Heavy Metal als Thrash-Metal-Band. Laut thethrashmetalguide.com ist auf dem Debütalbum eine Mischung aus Power- und Groove-Metal enthalten. Die Musik klinge entspannt, wobei es gelegentlich aber auch schnellere oder technisch anspruchsvollere Songs gebe. Größtenteils sei die Stimmung in den Liedern wie bei The Almighty. Der Gesang klinge „mittel-betrunken“. Das zweite Album sei gewöhnlicher Groove Metal.

## Diskografie
- 1993: Fear of the Future (Album, Warhead Records)
- 1996: Nothing… (Album, Warhead Records)